# Chrysomus
Chrysomus es un género de aves de la familia Icteridae. Las especies de este género son conocidas vulgarmente con el nombre de turpiales, varilleros, o triles. Sus hábitats naturales son los pantanos y áreas próximas a humedales en las llanuras de América del Sur.

## Taxonomía
Este género fue descrito originalmente por el ornitólogo inglés William Swainson en el año 1837.   
Sus dos especies eran habitualmente integradas al género Agelaius, pero datos de comportamiento y moleculares indican que ambas están estrechamente relacionadas, y separadas de las que integran el género Agelaius.

### Especies
Este género se subdivide en 2 especies:
- Chrysomus icterocephalus - turpial de agua, monjita cabiciamarilla o toche de pantano. Habita desde Colombia, Venezuela, Surinam, Trinidad y Tobago, Antillas Neerlandesas,  Guayana Francesa, Guyana, Brasil, Perú, Bolivia, hasta Paraguay.

- Chrysomus ruficapillus - turpial de gorro castaño, varillero congo, garibaldino, o trile de cabeza canela. Habita desde la Guayana Francesa, Brasil, Bolivia, Paraguay, y Uruguay, hasta el centro de la Argentina.[4]